# Мир «Кока-колы»
«Мир Кока-Колы» (англ. World of Coca-Cola) — музей, посвящённый истории кока-колы, расположенный в городе Атланта на Бейкер-Стрит, недалеко от того места, где Джон Пембертон впервые создал формулу этого напитка. Музей был открыт в 1990 году. Количество экспонатов в музее увеличивалось, и в 2007 году было открыто новое здание в два раза больше по площади, чем предыдущее. Площадь музея составляет 8 гектаров. Архитектурной особенностью нового здания является восьмиметровая бутылка кока-колы в стеклянной башне.
В музее есть мини-линия по производству кока-колы. Также представлены вывески, плакаты и реклама всех этапов истории напитка со всего мира (более 1200 экспонатов). На территории музея расположен автомат, продающий кока-колу, производства 1930 года и 4D кинотеатр. В центре музея расположена капсула, где хранится секрет изготовления «Кока-колы».

## Галерея

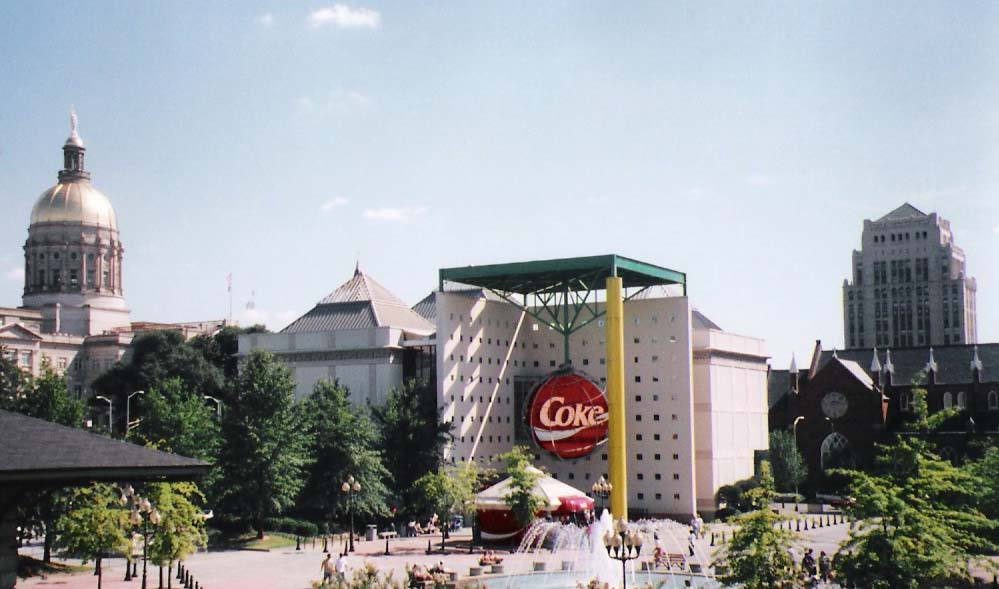
Внешний вид в 2006 году
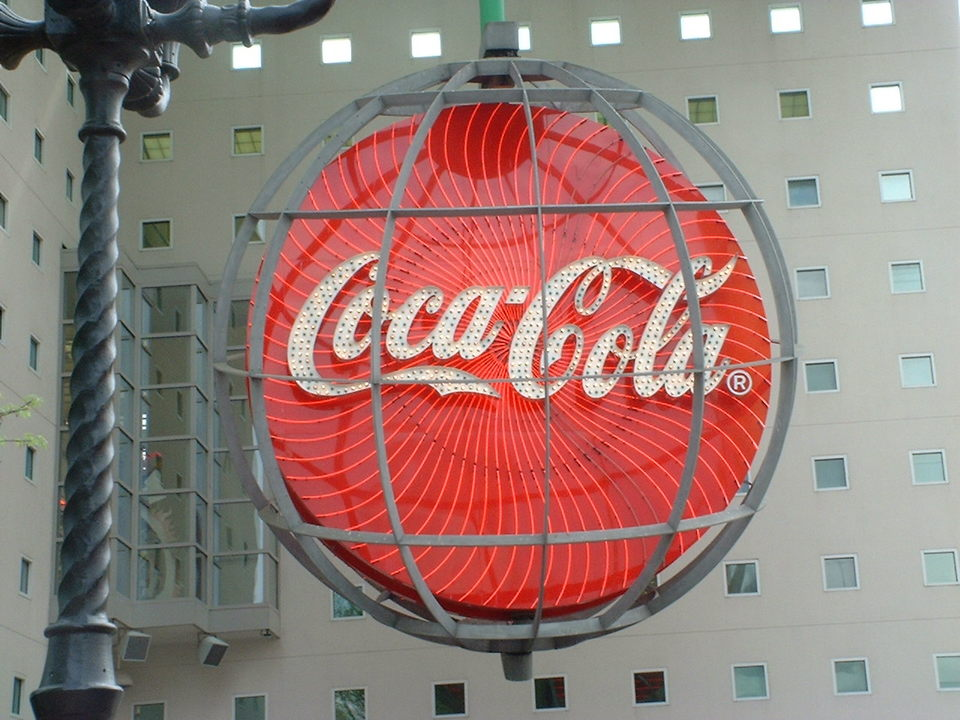
Вывеска музея в Атланте в 2005 году, за два года до его переезда
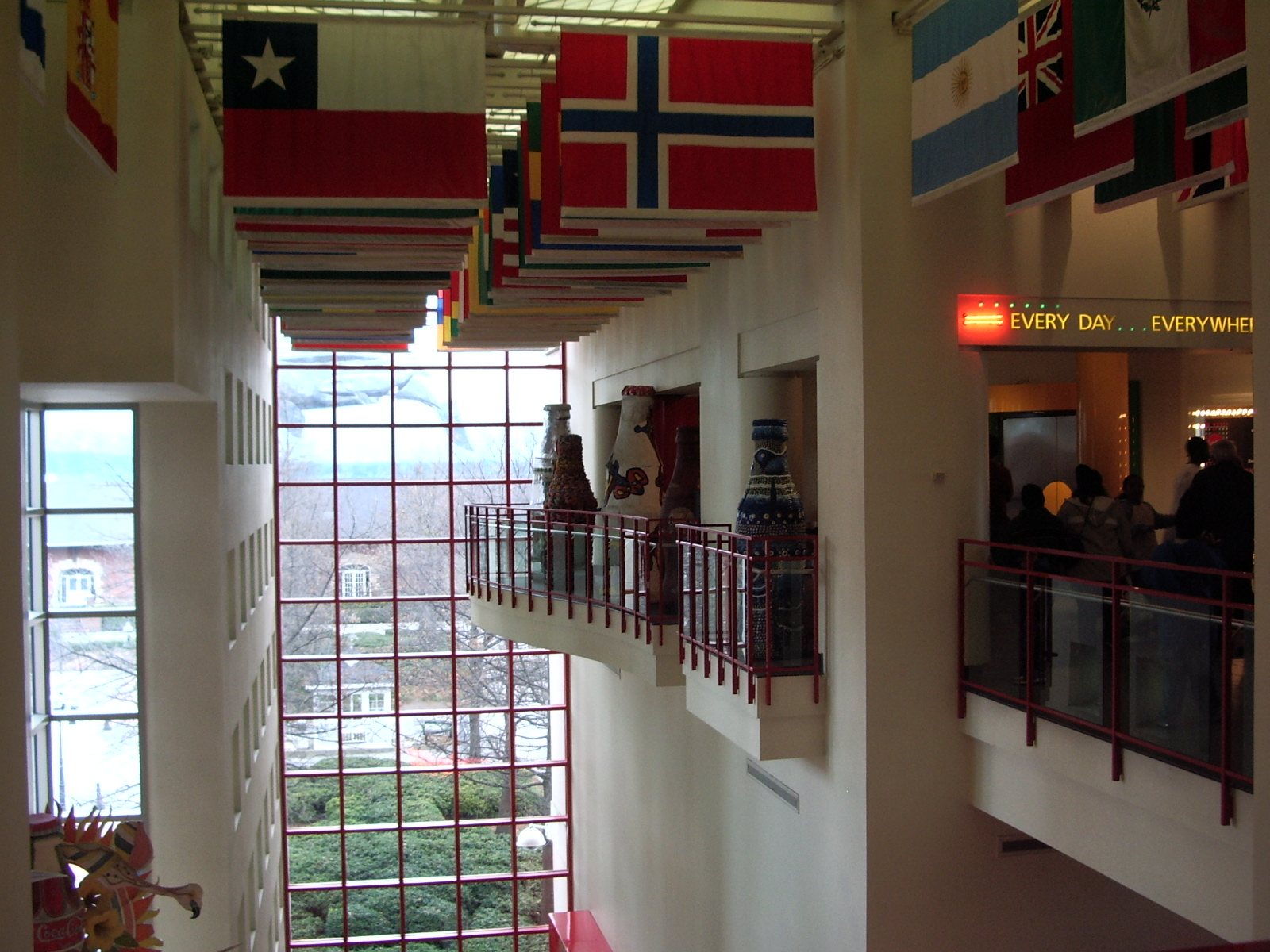
Интерьер в 2005 году
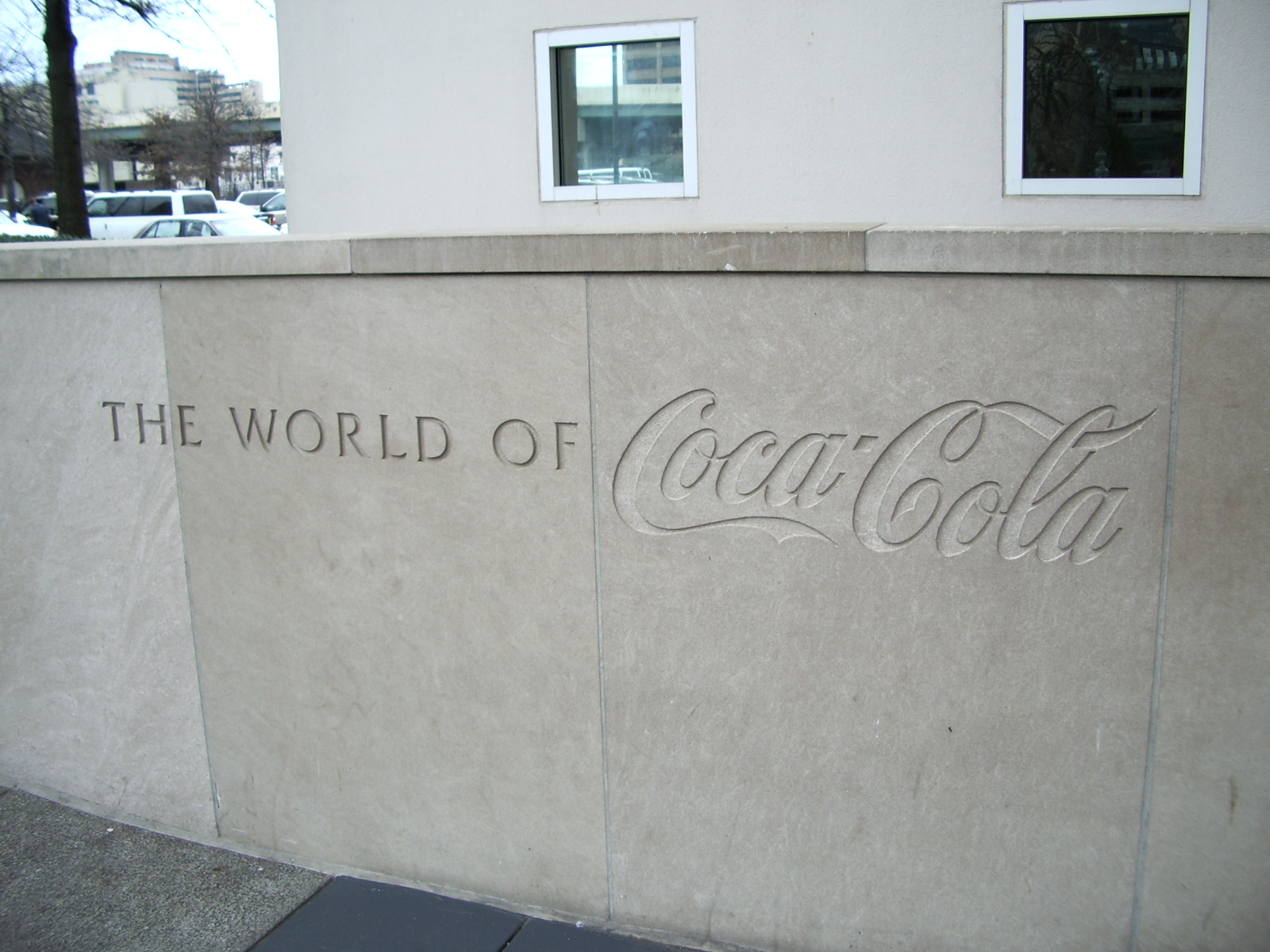
Знак в 2007